# Alois Mengele
Alois Mengele (* 30. Januar 1914 in Günzburg; † 2. Februar 1974) war ein deutscher Unternehmer und der jüngste Bruder des für seine Menschenexperimente bekannten Lagerarztes im Konzentrations- und Vernichtungslager Auschwitz Josef Mengele.

## Leben
Alois Mengele, der jüngste Sohn von Karl Mengele und seiner Frau Walburga Theresa, geborene Hupfauer, wuchs gemeinsam mit seinen beiden Brüdern, Josef und Karl, auf. Da er von seinen Eltern ausgewählt worden war, später in den Familienbetrieb einzutreten, besuchte er zu Beginn der 1930er Jahre eine Handelsschule. Anschließend kam er in die Firma seines Vaters.
Im Zweiten Weltkrieg diente Alois Mengele an der Front und geriet in Jugoslawien in Gefangenschaft. Dort wurde er bis 1948 festgehalten und kehrte anschließend nach Hause zurück. Anfang 1949 beteiligte sein Vater ihn und seinen Bruder Karl am Familienbetrieb. Der Betrieb wurde daraufhin in Karl Mengele & Söhne umbenannt. Nach dem Tod seines Bruders Ende des Jahres 1949 und seines Vaters 1959 leitete Alois Mengele den Betrieb alleine weiter.
Unter seiner Führung wurde die Produktpalette erweitert und das Unternehmen expandierte erfolgreich im In- und Ausland. So gründete er beispielsweise 1969 unter dem Namen Mengele und Steiner GmbH eine Filiale in Meran. 1970 wurde er zum Vizepräsidenten der IHK Augsburg gewählt. Wie auch sein Vater stiftete er in seiner Heimatstadt für karitative Einrichtungen, Kultur, Sport und Festlichkeiten.
Seinen ältesten Bruder Josef Mengele soll er nach dessen Flucht finanziell unterstützt haben. Erst spät will er realisiert haben, dass die Gräueltaten seines Bruders wahr waren.
Alois Mengele hatte mit seiner Frau Ruth, geb. Böttcher, einen Sohn und zwei Töchter. Er starb im Alter von 60 Jahren an einem Krebsleiden. Nach seinem Tod übernahmen sein Sohn Dieter Mengele und Neffe Karl-Heinz Mengele das Familienunternehmen, das nach Alois Mengeles Tod als größter Arbeitgeber am Standort Günzburg aber an politischem Einfluss verlor.

## Ehrungen
Anlässlich seines 50. Geburtstages stiftete er der Stadt Günzburg den 1966 eingeweihten und nach seiner Frau benannten „Ruth-Mengele-Kindergarten“ samt Grundstück, wofür ihm im Juni 1966 die Goldene Bürgermedaille verliehen wurde. 1967 wurde er mit der Rudolf-Diesel-Medaille ausgezeichnet. Neben der Ehrenbürgerschaft seiner Heimatstadt (verliehen am 15. Juni 1972) verlieh ihm wie auch schon seinem Vater auch die Stadt Höchstädt an der Donau 1967 diese. Zudem ist in Günzburg die Alois-Mengele-Straße nach ihm benannt.